# Photovoltaik in Deutschland

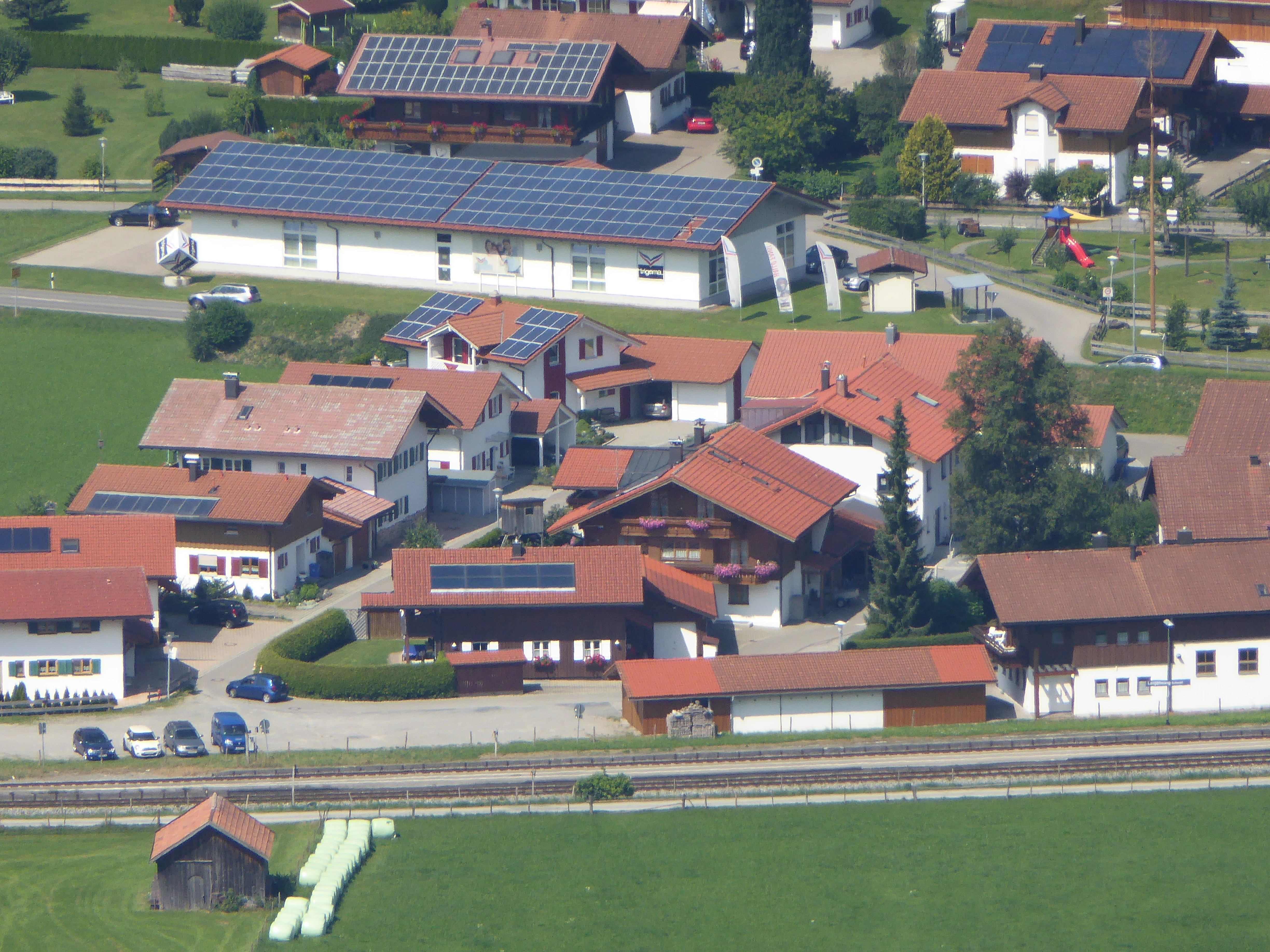
Verschiedene Dächer mit Photovoltaikanlagen in Fischen im Allgäu

Die Photovoltaik in Deutschland hat einen wachsenden Anteil an der Stromerzeugung in Deutschland: 2024 kamen 14,2 % der öffentlichen Nettostromerzeugung aus Solaranlagen. Der Ausbau der Solarstromerzeugung durch Photovoltaik in Deutschland wurde ursprünglich durch das Erneuerbare-Energien-Gesetz staatlich gefördert. Stand 2019 wurden erste Projekte auch gänzlich ohne öffentliche Förderung gebaut.
Nachdem die in Deutschland installierte und registrierte Photovoltaikleistung am 25. Januar 2025 den Wert von 100 GW überschritten hatte, erreichte sie Anfang Juli 2025 insgesamt 107,5 GW – im Juli 2024 waren es noch 90,4 GW gewesen. Im Jahr 2023 wurde aus PV-Anlagen 61,4 Terawattstunden (TWh) Strom erzeugt, 2024 waren es 72,1 TWh.

## Entwicklung, Zubau und tatsächliche Einspeisung

Installierte Photovoltaikleistung in Deutschland

Photovoltaik-Gesamterträge in Deutschland in TWh

Im Jahr 2007 wurden in Deutschland Solarstromanlagen mit einer Leistung von mindestens 1.150 Megawatt installiert. Die gesamte installierte Leistung lag Ende 2009 bei etwa 9.760 MW. Damit wurden damals etwa 1,5 Prozent des deutschen Stromverbrauchs gedeckt. 2011 lag dieser Anteil bei 3,5 %.
Deutschland war 2009 mit einem Zubau von gut 3.800 MW der weltgrößte Absatzmarkt für Photovoltaik-Anlagen. Im Jahr 2008 war, nach vorläufigen Zahlen, Spanien das Land mit dem größten Zubau. Die Installation dürfte 2.700 bis 3.200 MW betragen haben. Da der spanischen Regierung die Förderung zu teuer wurde, ließ sie ab 2009 nur noch einen geförderten Photovoltaik-Zubau von jährlich rund 500 MW zu. Der bis 2008 in Spanien erfolgte Zubau an Photovoltaikanlagen zieht über einen Zeitraum von 20 Jahren staatliche Vergütungszahlungen in Höhe von rund 40 Milliarden Euro nach sich. In Spanien subventioniert damit der Steuerzahler den Strompreis, in Deutschland hingegen der Stromkäufer.
Die Erzeugung von Solarstrom wurde 2012 in Deutschland weiterhin durch das Erneuerbare-Energien-Gesetz gefördert mit einer Einspeisevergütung von ca. 14 bis 58 Cent pro Kilowattstunde, je nach Inbetriebnahme Datum, Größe und Art der Anlage. Die EEG-Umlage war von 19 Mio. Euro im Jahr 1998 auf 1.597 Mio. Euro im Jahr 2007 gestiegen.
Im „Normalfall“ wurde Solarstrom nach der Förderkürzung im April 2012 noch mit rund dem vierfachen Betrag des Preises an der Strombörse vergütet.
In Deutschland und weiteren Ländern wurde im Jahr 2012 die Netzparität erreicht; Dies ist der Fall, wenn die Erzeugungskosten des Solarstroms niedriger sind als die Endkundenpreise eines Versorgers inklusive aller Umlagen. Dank seitdem stark gefallener Solarpanel-Preise ist selbst erzeugter Solarstrom somit für den Privatverbraucher preisgünstiger als gekaufter Strom.
Durch regelmäßige Kürzungen der Einspeisevergütungen laut EEG wurde der Zubau reguliert. Im Rahmen der EEG-Reform 2014 war geplant, auch den Eigenverbrauch mit der EEG-Umlage zu belasten. Seit dem 1. Juli 2022 ist die EEG-Umlage abgeschafft. Mehrkosten erneuerbarer Energien werden seitdem steuerfinanziert.
Von 2014 bis 2024 stieg die mit Photovoltaik erzeugte jährliche Energie von 34,8 TWh auf ca. 72,1 TWh und damit auf das Doppelte. 2024 betrug der Zubau 16,7 GW (= 16.700 MW), womit nach 2011 und 2023 eine neue Rekordmarke aufgestellt wurde. Ab 2013 war der Photovoltaik-Zubau für einige Jahre stark rückläufig. 2014 wurden nur noch 1,8 GW installiert, was unterhalb des von der Bundesregierung vorgegebenen Ausbaukorridors von 2,5 GW lag. Zudem wurde 2012 eine Obergrenze in Höhe von maximal 52 GW förderbarer Solarleistung eingeführt. Im Oktober 2019 votierte der Bundesrat dafür, diese Förderobergrenze abzuschaffen, der Bundestag stimmte im Mai 2020 zu. Zu diesem Zeitpunkt war diese Grenze fast erreicht. Obwohl bereits im Koalitionsvertrag 2018 vereinbart, 2019 im Rahmen des Klimapakets erneut bestätigt und im Mai 2020 nach Blockaden des Wirtschaftsministeriums, das den Deckel als Pfand für seine Windenergiepolitik benutzte, erneut verkündet, stand die tatsächliche Abschaffung Anfang Juni 2020 weiterhin aus. Darauf reichten Unternehmen der Solarbranche eine Klage beim Bundesverfassungsgericht ein. Mitte Juni 2020 beschloss der Bundestag endgültig die Abschaffung des Solardeckels.
Am 25. Mai 2012 wurde deutschlandweit eine Leistung von 22,4 Gigawatt erreicht, wodurch zur Spitzenlastzeit rund ein Drittel der gesamten Stromproduktion auf die Photovoltaik entfiel. Dies entspricht in etwa der Leistung von 15 großen Kernkraftwerken. Seit Februar 2012 deckt die Einspeiseleistung relativ zuverlässig einen großen Teil der täglichen Mittel- und Spitzenlast ab. Konventionelle Kraftwerke müssen ihre Leistung fast nur noch in den Dämmerungsphasen erhöhen. Dies macht sich auch durch deutlich gesunkene Strompreise an der Strombörse bemerkbar. 2012 war absehbar, dass bei weiterem Zubau neuer Anlagen die konventionellen Kraftwerke ihre Leistung um die Mittagszeit verstärkt drosseln müssen, was vor allem bei trägen Kraftwerken, insbesondere Kernkraftwerken problematisch ist, seit 15. April 2023 hat sich dieses Problem für die Kernkraftwerke erledigt, da sich zu diesem Datum die letzten 3 Meiler in Deutschland aus dem Markt zurückzogen. Außerdem sinkt die Ausnutzung von Spitzenlastkraftwerken, was deren wirtschaftlichen Betrieb in Frage stellen kann.
Im Juni 2019 produzierte die Photovoltaik 7,2 TWh elektrischer Energie und war damit erstmals in einem gesamten Monat wichtigste deutsche Stromquelle, noch vor Braunkohle und Windenergie. Im Juni 2021 lieferte die Photovoltaik in Deutschland den damaligen Monats-Rekordwert von 7,8 TWh; dies wurde im Juni 2023 mit einem neuen Rekordwert deutlich übertroffen, da in diesem Monat rund 9 TWh elektrische Energie solar erhalten wurden. Aufgrund des Russischen Einmarschs in die Ukraine und der dadurch verschärften Energiekrise wurde verstärkt Photovoltaik zugebaut. 2022 wurden Anlagen mit einer Spitzenleistung von rund 7 Gigawatt auf Dächern und Freiflächen neu in Betrieb genommen. 2023 lag dieser Wert bei rund 15 Gigawatt. 2023 produzierten die rund 3,7 Millionen Photovoltaik-Systeme 62 Milliarden Kilowattstunden und deckten damit rund 12 Prozent des deutschen Stromverbrauchs. Ende 2023 waren somit Solarmodule mit einer Nennleistung von 81,7 Gigawatt (GW) installiert (Ende Juni 2023: 73,8 GW verteilt auf 3,14 Mio. Anlagen). Der Anteil des Solarstroms am Netto-Stromverbrauch betrug im Jahr 2022 59,5 TWh, entsprechend 10,9 %.

### Entwicklung der Stromerzeugung durch Photovoltaik
| Jahr | Globalstr.  | Inst. Leistung | Zubau    | Durchschn. Leistung | Solarstrom- erzeugung | Gesamt- bruttostrom- erzeugung | Solarstrom- anteil an der Gesamt- erzeugung | Gesamt- bruttostrom- verbrauch | Solarstrom- anteil am Gesamt- verbrauch |
| ---- | ----------- | -------------- | -------- | ------------------- | --------------------- | ------------------------------ | ------------------------------------------- | ------------------------------ | --------------------------------------- |
| 2000 | 120 Watt/m² | 0,1 GWp        | 0,0 GWp  | 0,0 GW              | 0,1 TWh               | 577 TWh                        | 0,0 %                                       | 580 TWh                        | 0,0 %                                   |
| 2001 | 119 Watt/m² | 0,2 GWp        | 0,1 GWp  | 0,0 GW              | 0,1 TWh               | 586 TWh                        | 0,0 %                                       | 585 TWh                        | 0,0 %                                   |
| 2002 | 118 Watt/m² | 0,3 GWp        | 0,1 GWp  | 0,0 GW              | 0,2 TWh               | 587 TWh                        | 0,0 %                                       | 587 TWh                        | 0,0 %                                   |
| 2003 | 137 Watt/m² | 0,4 GWp        | 0,1 GWp  | 0,0 GW              | 0,3 TWh               | 609 TWh                        | 0,0 %                                       | 606 TWh                        | 0,0 %                                   |
| 2004 | 121 Watt/m² | 1,1 GWp        | 0,7 GWp  | 0,1 GW              | 0,6 TWh               | 618 TWh                        | 0,1 %                                       | 615 TWh                        | 0,1 %                                   |
| 2005 | 126 Watt/m² | 2,0 GWp        | 0,9 GWp  | 0,1 GW              | 1,3 TWh               | 623 TWh                        | 0,2 %                                       | 618 TWh                        | 0,2 %                                   |
| 2006 | 127 Watt/m² | 2,9 GWp        | 0,8 GWp  | 0,3 GW              | 2,2 TWh               | 640 TWh                        | 0,3 %                                       | 623 TWh                        | 0,4 %                                   |
| 2007 | 124 Watt/m² | 4,1 GWp        | 1,2 GWp  | 0,4 GW              | 3,1 TWh               | 641 TWh                        | 0,5 %                                       | 624 TWh                        | 0,5 %                                   |
| 2008 | 124 Watt/m² | 6,1 GWp        | 2,0 GWp  | 0,5 GW              | 4,4 TWh               | 641 TWh                        | 0,7 %                                       | 621 TWh                        | 0,7 %                                   |
| 2009 | 126 Watt/m² | 10,5 GWp       | 4,4 GWp  | 0,8 GW              | 6,6 TWh               | 596 TWh                        | 1,1 %                                       | 584 TWh                        | 1,1 %                                   |
| 2010 | 122 Watt/m² | 18,1 GWp       | 7,6 GWp  | 1,3 GW              | 11,8 TWh              | 633 TWh                        | 1,9 %                                       | 618 TWh                        | 1,9 %                                   |
| 2011 | 129 Watt/m² | 26,1 GWp       | 8,0 GWp  | 2,2 GW              | 19,7 TWh              | 613 TWh                        | 3,2 %                                       | 609 TWh                        | 3,2 %                                   |
| 2012 | 125 Watt/m² | 32,9 GWp       | 6,8 GWp  | 3,0 GW              | 26,2 TWh              | 629 TWh                        | 4,2 %                                       | 609 TWh                        | 4,3 %                                   |
| 2013 | 119 Watt/m² | 36,0 GWp       | 3,1 GWp  | 3,4 GW              | 30,0 TWh              | 638 TWh                        | 4,7 %                                       | 606 TWh                        | 5,0 %                                   |
| 2014 | 123 Watt/m² | 37,8 GWp       | 1,8 GWp  | 4,0 GW              | 34,8 TWh              | 627 TWh                        | 5,6 %                                       | 593 TWh                        | 5,9 %                                   |
| 2015 | 127 Watt/m² | 39,2 GWp       | 1,4 GWp  | 4,3 GW              | 37,3 TWh              | 647 TWh                        | 5,8 %                                       | 599 TWh                        | 6,2 %                                   |
| 2016 | 123 Watt/m² | 40,7 GWp       | 1,5 GWp  | 4,2 GW              | 36,8 TWh              | 649 TWh                        | 5,7 %                                       | 599 TWh                        | 6,1 %                                   |
| 2017 | 123 Watt/m² | 42,4 GWp       | 1,7 GWp  | 4,3 GW              | 38,0 TWh              | 652 TWh                        | 5,8 %                                       | 600 TWh                        | 6,3 %                                   |
| 2018 | 138 Watt/m² | 45,4 GWp       | 3,0 GWp  | 5,0 GW              | 43,5 TWh              | 641 TWh                        | 6,8 %                                       | 593 TWh                        | 7,3 %                                   |
| 2019 | 131 Watt/m² | 49,4 GWp       | 4,0 GWp  | 5,1 GW              | 44,3 TWh              | 608 TWh                        | 7,3 %                                       | 576 TWh                        | 7,7 %                                   |
| 2020 | 134 Watt/m² | 54,6 GWp       | 5,2 GWp  | 5,5 GW              | 48,6 TWh              | 575 TWh                        | 8,5 %                                       | 556 TWh                        | 8,7 %                                   |
| 2021 | 125 Watt/m² | 60,3 GWp       | 5,7 GWp  | 5,7 GW              | 49,5 TWh              | 587 TWh                        | 8,4 %                                       | 569 TWh                        | 8,7 %                                   |
| 2022 | 140 Watt/m² | 67,8 GWp       | 7,5 GWp  | 6,8 GW              | 59,9 TWh              | 578 TWh                        | 10,4 %                                      | 551 TWh                        | 10,9 %                                  |
| 2023 | 131 Watt/m² | 83,2 GWp       | 15,4 GWp | 7,0 GW              | 61,4 TWh              | 511 TWh                        | 12,0 %                                      | 521 TWh                        | 11,8 %                                  |
| 2024 | 127 Watt/m² | 99,9 GWp       | 16,7 GWp | 8,2 GW              | 72,1 TWh              | 497 TWh                        | 14,5 %                                      | 522 TWh                        | 13,8 %                                  |

Die Jahresdaten zur „Globalstrahlung in Deutschland“ in der Tabelle zeigen, wie die Nutzung der Sonnenenergie witterungsbedingt schwanken kann, und stehen in engem Zusammenhang mit der Sonnenscheindauer, d. h. mit der Zahl der Sonnenstunden eines Jahres. Die mittlere Sonnenscheindauer beträgt in Deutschland 1550 Stunden pro Jahr. Die Volllaststunden entsprechen nicht der Einschaltdauer, sondern einem rechnerischen Wert, der sich aus dem Quotient den Daten „Erzeugung in TWh/Jahr“, dem Regelarbeitsvermögen, und „installierte Leistung in GWpeak“ der Photovoltaikanlage ergibt. Die tatsächliche Einschaltdauer, in der die Anlage Strom erzeugt, entspricht den Zeiten, in denen die Sonne über dem Horizont steht, also näherungsweise etwa der Hälfte der Jahresstunden, somit rund 4400 Stunden, wobei die Stromproduktion allerdings teilweise nur gering ist – bei schlechtem Wetter, in den ersten Stunden nach Sonnenaufgang und in den letzten Stunden vor Sonnenuntergang. Pro kWpeak installierter Leistung kann im Jahr je nach den Wetterverhältnissen und nach Lage und Ausrichtung ein Energieertrag von etwa 600 bis 1200 kWh erwartet werden.

### Leistungsprofil
Entsprechend der Sonnenstrahlungsintensität erreicht die Photovoltaik in der Mittagszeit ihre Leistungsspitze („Peak“), in den Morgen- und Abendstunden ist die eingespeiste Strommenge deutlich geringer. In Deutschland wird der meiste Strom zwischen 8.00 Uhr morgens und 19.00 Uhr abends benötigt. Durch die natürliche Übereinstimmung des Lastprofils des Stromverbrauchs mit der zeitlichen Verteilung der Photovoltaikeinspeisung verringert sich die Notwendigkeit, Spitzenlastkraftwerke anzufahren. Problematisch für die Stromversorgung ist es allerdings, dass in den Herbst- und Wintermonaten, in denen für Heizung und Beleuchtung besonders viel Strom benötigt wird, der Stromertrag der PV-Anlagen am geringsten ist (laut den Energy Charts des Fraunhofer ISE wurden in den Jahren 2012–2024 jeweils in den Monaten Januar, November und Dezember insges. nur 5,37–7,20 % des Jahresertrags erzielt).
Auf der EEX-Transparenzplattform ist die tagesaktuelle Berechnung des Leistungsprofils und die Produktionsdaten für elektrische Energie für Deutschland und Österreich aufgeschlüsselt nach Erzeugungsart und Regelzonen einsehbar. Für Deutschland werden die gemessenen Photovoltaikdaten aus den vier Regelzonen gemeldet und sind seit dem Beginn der Meldungen am 19. Juli 2010 auch abzurufen. Tagesaktuelle Einspeisedaten (für Deutschland) sind für die Jahre ab 2011 via Energy-Charts frei zugänglich. Auch eine Berechnung des aktuellen Leistungsprofils der in Deutschland installierten Photovoltaik mit Visualisierung nach Postleitzahlgebieten ist bei einem Wechselrichterhersteller abrufbar.
Die vier Übertragungsnetzbetreiber in Deutschland setzen seit 2010/2011 für die Planung der Regelleistung unter anderem die Berechnungen großer Betreiber von Datenportalen zu Photovoltaikanlagen ein. Deren Berechnungen basieren jeweils auf Ertrags- und Leistungsdaten von etwa 10 % der installierten Anlagenleistung in Deutschland.

Last sowie Stromerzeugung aufgeschlüsselt nach Erzeugungsarten in vier ausgewählten Wochen des Jahres 2024 (Jahres-, Frühlings-, Sommer- und Herbstanfang), veröffentlicht von Fraunhofer ISE
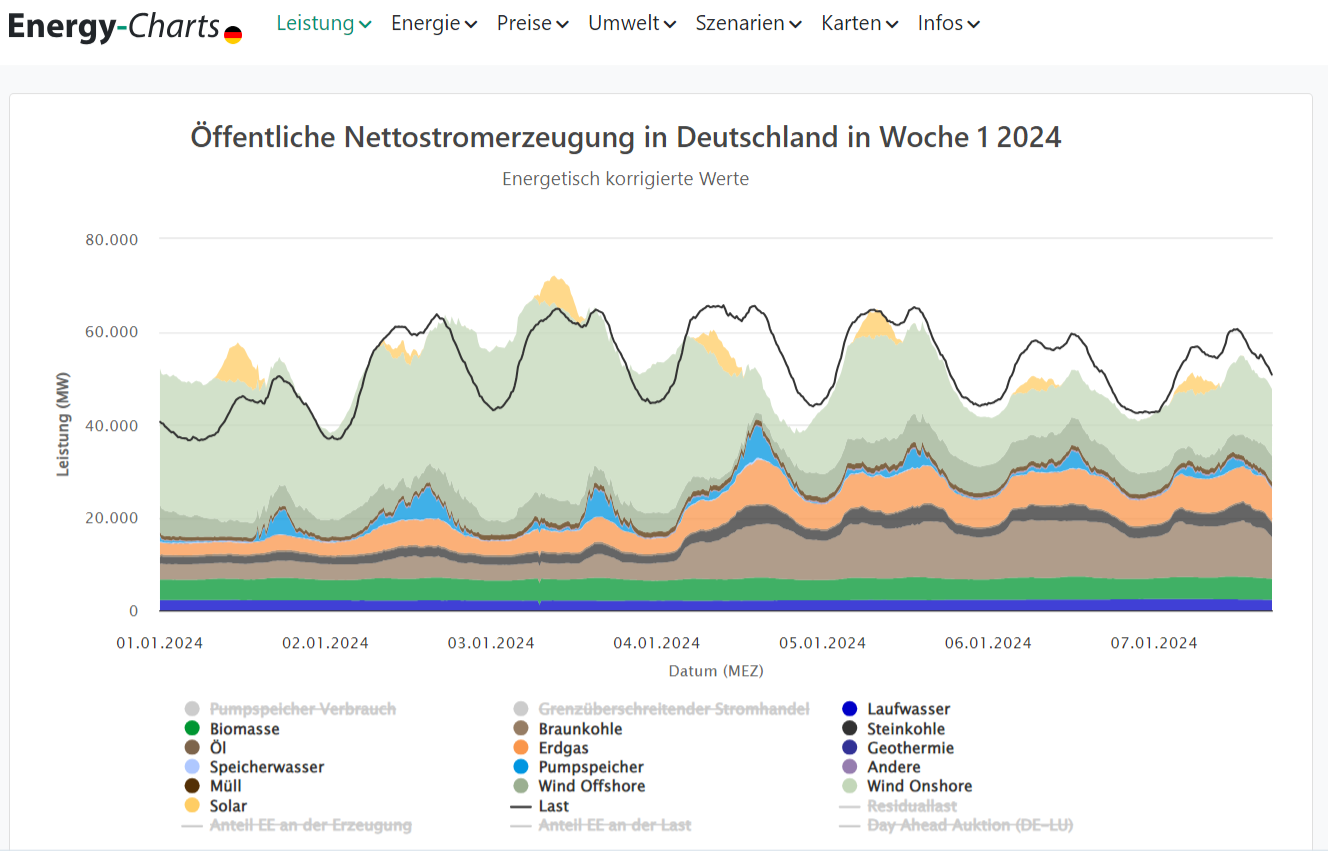
(Stromerz. von PV 157,3 GWh)
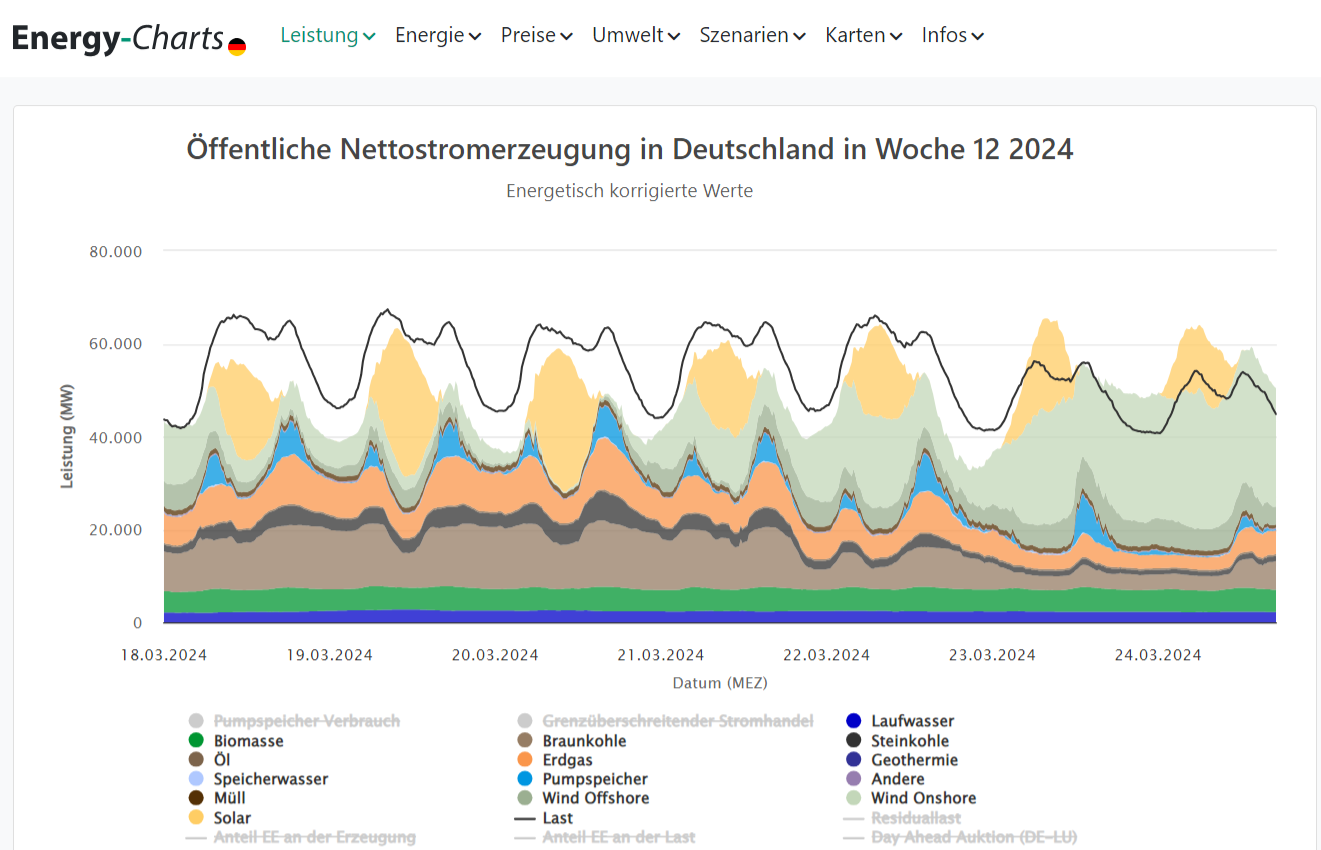
(von PV 1048,3 GWh)
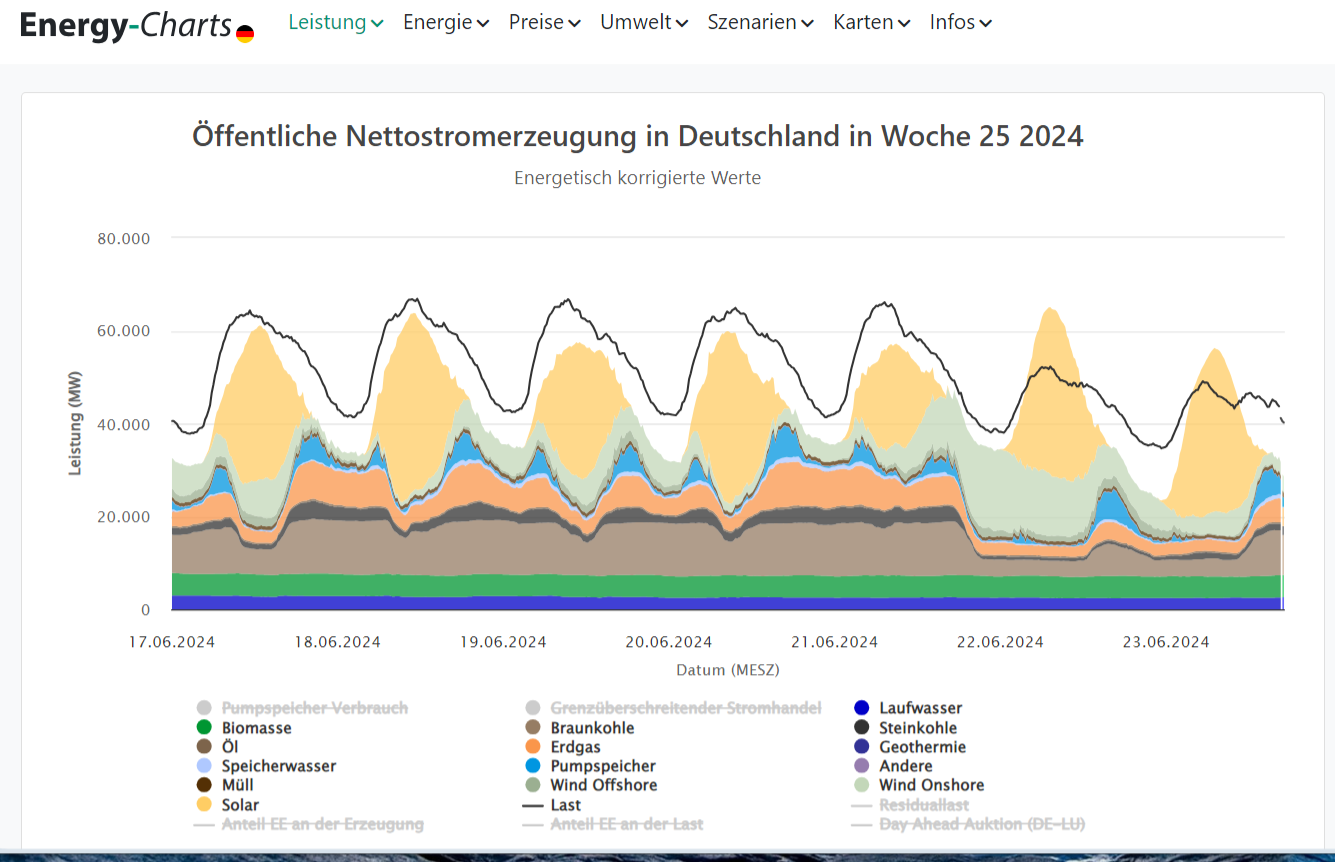
(von PV 1982,3 GWh)
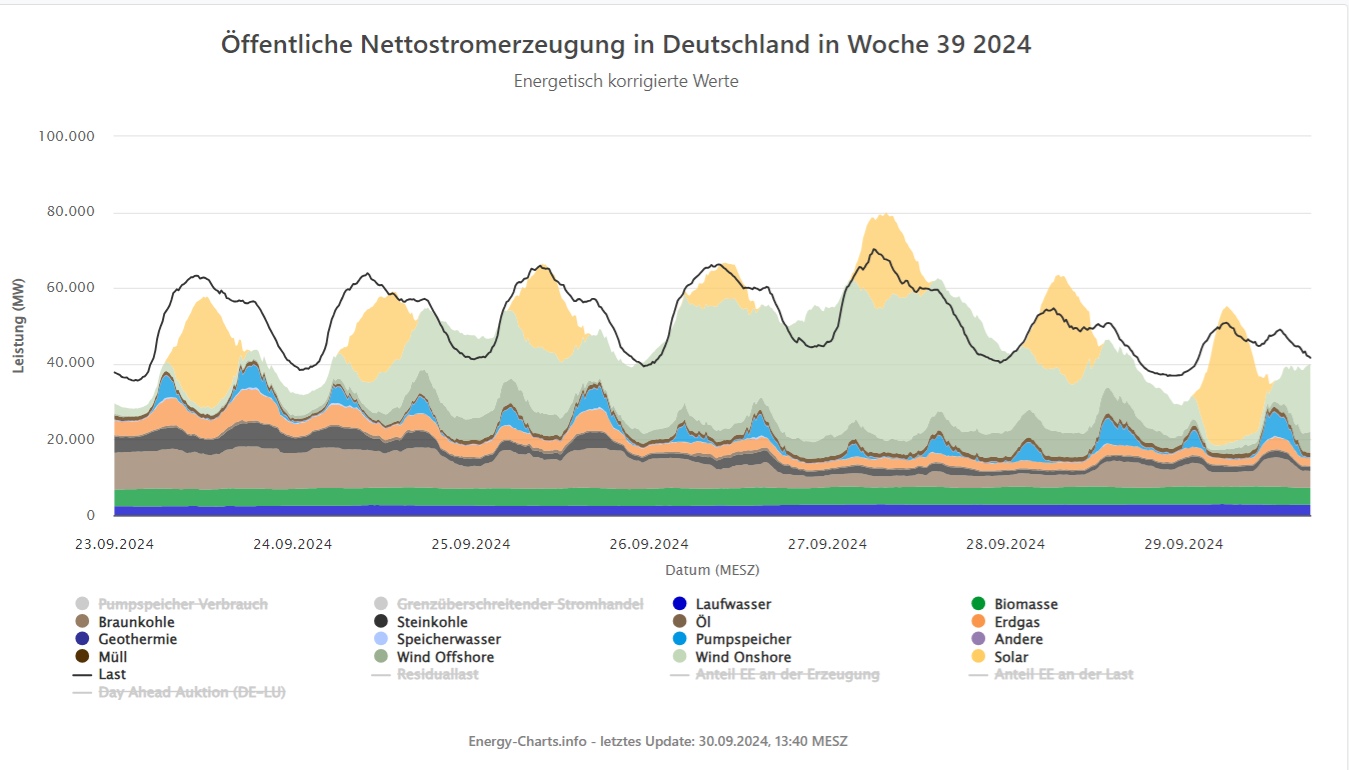
(von PV 1121,8 GWh)

## Flächenabschätzungen

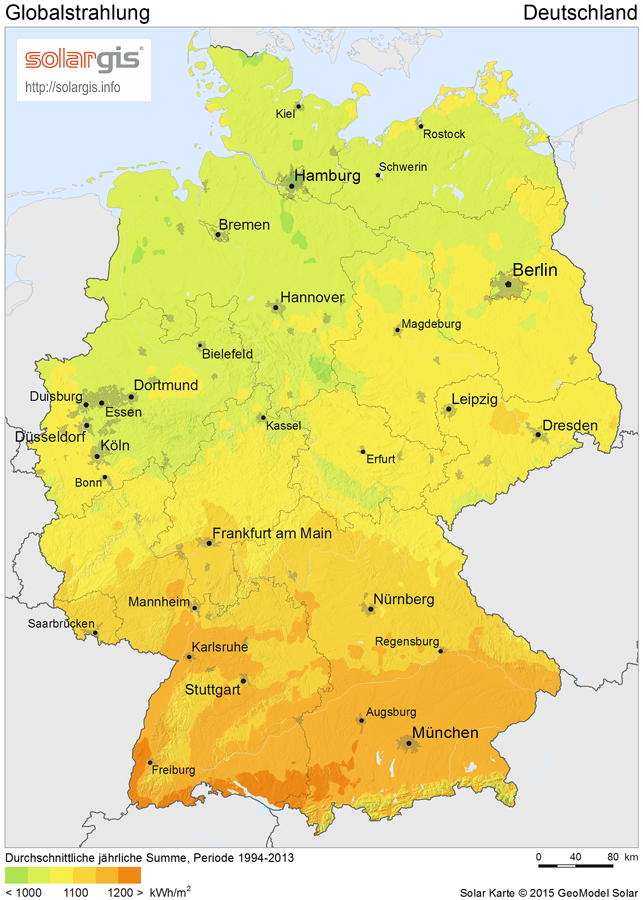
Solarstrahlung in Deutschland (auf eine horizontale Fläche)

Nach einer Studie des KIT aus dem Jahr 2018 verfügt Deutschland allein im Gebäudebestand (ohne Freiflächen) über ein aktuell wirtschaftlich nutzbares Potential an PV-Stromerzeugung von 1158 TWh bis 2482 TWh pro Jahr.
Grundsätzlich wäre es möglich, den deutschen Strombedarf rein mengenbezogen mehrfach über Photovoltaik zu decken. Dies würde leistungsbezogen, aufgrund der jahreszeitlich bedingten Ertragsschwankungen, nur mit sehr großen und derzeit kostenintensiven Speichern gelingen oder durch bewusste Überdimensionierung mit Abregelung. Daher ist es deutlich sinnvoller, auf einen Mix verschiedener erneuerbarer Energien zu setzen, da sich damit der Speicherbedarf deutlich verringern lässt.
Bei Photovoltaik-Freiflächenanlagen rechnet man mit rund 80–100 kWh/m² jährlich bezogen auf die Grundfläche eines Solarparks, entsprechend 40–50 m², um die Elektroenergie für einen Durchschnittshaushalt (4 MWh/Jahr) zu erzeugen. Bei Anlagen an beziehungsweise auf Gebäuden und Lärmschutzwänden wird keine zusätzliche Fläche in Anspruch genommen.

## Situation der deutschen Solarindustrie
Ende Juni 2011 beschloss der Deutsche Bundestag eine umfassende Novelle des EEG, darunter eine Neuregelung der Boni-Systeme für die Bioenergie sowie Veränderungen bei den Einspeisetarifen. Eine außerordentlich starke Kürzung wurde für die Photovoltaik beschlossen. Die Änderungen traten im Januar 2012 in Kraft. Mitte 2012 gab es weitere Änderungen, insbesondere gab es eine Einmalabsenkung der Vergütungssätze um 15 %, anschließend „Basisdegression“ um monatlich 1 % (entspricht 11,4 % jährlich). Daraufhin kam es zu einem starken Markteinbruch. Die Neuinstallationen gingen auf ein Viertel des vorherigen Wertes zurück. Zeitgleich konnten Chinesische Firmen zu dieser Zeit durch staatliche Subventionen unter den Herstellungskosten verkaufen. Es gab einen massiven Preisverfall von Photovoltaikmodulen. Nach 2011 schrumpfte die deutsche Solarbranche massiv und ein großer Teil der Solarindustrie wurde insolvent. Firmen wie Solar Millennium, Solarhybrid und Q-Cells waren davon betroffen. 2013 kündigte auch Bosch seinen Ausstieg aus dem Geschäftsfeld kristalline Photovoltaik an. Der Preisverfall ist indes ökologisch gesehen positiv zu bewerten, da Photovoltaik binnen weniger Jahre drastisch kostengünstiger und damit finanziell erschwinglich geworden ist.
Der Handelsstreit zwischen europäischen, amerikanischen und chinesischen Herstellern spitzte sich 2012 zu. Grünenpolitiker wie Hans-Josef Fell warnten, die europäischen Märkte durch Strafzölle abzuschotten, trotz der unlauteren Wettbewerbspolitik der Volksrepublik China. Der weitaus größte Teil der Arbeitsplätze in der Solarwirtschaft sei gerade in den Bereichen der Projektierer und Installateure, die heimisch sind und faktisch nicht aus der Volksrepublik China importiert werden könnten. Stattdessen solle ein fairer Marktzugang in den asiatischen Markt gesichert werden. Laut einer Studie von Prognos aus dem Jahr 2013 hätten Strafzölle bis zu 240.000 Arbeitsplätze in Deutschland gefährden können. Die EU-Kommission leitete im September 2012 ein Anti-Dumping-Verfahren gegen die Volksrepublik China ein, und Ende 2012 haben die Vereinigten Staaten aufgrund ähnlicher Handelsstreitigkeiten Strafzölle von 18 bis 250 Prozent erlassen. Im Mai 2013 verhängte die EU-Kommission Strafzölle gegen die Volksrepublik China. Im September 2018 wurden die Anti-Dumpingzölle gegen chinesische Hersteller durch die EU aufgehoben. Dieser Beschluss trage auch den neuen Zielen der EU im Bereich der erneuerbaren Energien Rechnung. Die Marktlage habe sich nicht so geändert, dass dies eine weitere Verlängerung der Maßnahmen über die geplanten 18 Monate hinaus rechtfertigen würde, so die Kommission. Dies ließ die Preise für Solarzellen weiter sinken.
Existierten 2011 rund 350 Solarzellenhersteller in Deutschland, waren es 2019 nur noch wenige Dutzend. Gleichzeitig wurde ein Großteil der Belegschaft entlassen; von 2011 bis 2017 fiel die Zahl der Beschäftigten in der Solarbranche von 156.700 Menschen im Jahr 2011 auf 42.800 im Jahr 2017. Mitte 2020 gab es noch ca. 31.000 Photovoltaik-Arbeitsplätze in Deutschland. Volker Quaschning sieht den Rückgang in dem politisch nicht ausreichend geförderten Ausbau der erneuerbaren Energien. Deshalb sei der Photovoltaikausbau zwischen 2012 und 2016 von 7,6 GW 2012 auf 1,5 GW gedrosselt worden, worauf rund 80.000 Arbeitsplätze in der deutschen Photovoltaikindustrie verloren gingen.
Anfang 2021 initiierte ein Branchenverband eine „European Solar Initiative“ mit dem Ziel, bis 2025 in Europa eine Produktionskapazität von 20 GW an Photovoltaik aufzubauen. Die Initiative wird von der EU-Kommission unterstützt. Angesichts gestiegener Transport- und gesunkener Produktionskosten soll die Produktion in Europa wettbewerbsfähig mit der Herstellung in Asien sein. Stand 2021 planten mehrere Unternehmen, in europäischen Ländern neue Kapazität zur Produktion von Solarmodulen und Vorprodukten zu schaffen.

## Speicherung
Die Anzahl von Photovoltaikanlagen in Deutschland mit Batteriespeicher stieg von 5.000 Speichern im Jahr 2013 auf 1,8 Millionen im Jahr 2024.
Alternative Methoden sind Thermospeicher (Power-to-Heat), die Produktion von Wasserstoff oder Methan (Power-to-Gas), oder auch Methanol (Power to Liquid), welches im Handling weniger aufwändig ist als Wasserstoff. Parallel zur ersten Anlage mit einem auf Methanol beruhenden System in der Schweiz wurde von den Erstellern mit Experten der Hochschule für Technik Rapperswil der Bau der ersten Methanol-Produktionsanlage der Schweiz geplant.

## Installierte Leistung in den Bundesländern
Die Tabelle zeigt für die deutschen Bundesländer die Zahl der Einwohner zum Stand 31. Dezember 2020 sowie die Zahl und die installierte elektrische Netto-Nennleistung von Photovoltaikanlagen zum Stand Ende 2021:
|  | Land                   | Einwohner  | Fläche in km² | Zahl der Anlagen | installierte Leistung in MW |
|  | ---------------------- | ---------- | ------------- | ---------------- | --------------------------- |
|  | Baden-Württemberg      | 11.103.043 | 35.751,46     | 417.826          | 7.503,0                     |
|  | Bayern                 | 13.140.183 | 70.551,57     | 677.226          | 16.214,2                    |
|  | Berlin                 | 3.664.088  | 891,85        | 11.399           | 157,4                       |
|  | Brandenburg            | 2.531.071  | 29.478,61     | 55.578           | 4.626,3                     |
|  | Bremen                 | 680.130    | 419,23        | 2.972            | 59,2                        |
|  | Hamburg                | 1.852.478  | 755,26        | 5.237            | 67,7                        |
|  | Hessen                 | 6.293.154  | 21.114,94     | 148.467          | 2.667,1                     |
|  | Mecklenburg-Vorpommern | 1.610.774  | 23.180,14     | 24.276           | 3.015,9                     |
|  | Niedersachsen          | 8.003.421  | 47.634,90     | 213.774          | 5.063,7                     |
|  | Nordrhein-Westfalen    | 17.925.570 | 34.088,01     | 358.781          | 6.564,6                     |
|  | Rheinland-Pfalz        | 4.098.391  | 19.853,36     | 131.368          | 2.757,4                     |
|  | Saarland               | 983.991    | 2.569,69      | 28.091           | 599,3                       |
|  | Sachsen                | 4.056.941  | 18.415,51     | 59.316           | 2.566,8                     |
|  | Sachsen-Anhalt         | 2.180.684  | 20.446,31     | 41.940           | 3.406,7                     |
|  | Schleswig-Holstein     | 2.910.875  | 15.799,38     | 60.408           | 2.050,8                     |
|  | Thüringen              | 2.120.237  | 16.172,50     | 39.221           | 1.999,3                     |
|  | Deutschland            | 83.155.031 | 357.582       | 2.275.880        | 59.316,6                    |